# Campionati europei di atletica leggera 1982
I XIII campionati europei di atletica leggera si sono tenuti ad Atene, in Grecia, dal 3 al 9 settembre 1982 allo stadio olimpico Spyros Louīs. 

## Nazioni partecipanti
Tra parentesi, il numero di atleti partecipanti per nazione.
- Austria (7)
- Belgio (12)
- Bulgaria (34)
- Cipro (3)
- Cecoslovacchia (28)
- Danimarca (9)
- Finlandia (38)
- Francia (48)

- Germania Est (65)
- Germania Ovest (59)
- Gibilterra (1)
- Grecia (29)
- Islanda (4)
- Irlanda (9)
- Italia (55)
- Jugoslavia (14)

- Lussemburgo (1)
- Malta (1)
- Norvegia (18)
- Paesi Bassi (9)
- Polonia (37)
- Portogallo (11)
- Gran Bretagna (51)

- Romania (18)
- Spagna (24)
- Svezia (55)
- Svizzera (25)
- Turchia (2)
- Ungheria (18)
- Unione Sovietica (92)

## Risultati

### Uomini
| Specialità | Oro                                                                                | Prestazione | Argento                                                                 | Prestazione | Bronzo                                                                            | Prestazione |
| Corse piane |                                                                                    |             |                                                                         |             |                                                                                   |             |
| 100 metri (dettagli) | Frank Emmelmann Germania Est                                                       | 10"21       | Pierfrancesco Pavoni Italia                                             | 10"25       | Marian Woronin Polonia                                                            | 10"28       |
| 200 metri (dettagli) | Olaf Prentzler Germania Est                                                        | 20"46       | Cameron Sharp Gran Bretagna                                             | 20"47       | Frank Emmelmann Germania Est                                                      | 20"60       |
| 400 metri (dettagli) | Harmut Weber Germania Ovest                                                        | 44"72       | Andreas Knebel Germania Est                                             | 45"29       | Viktor Markin Unione Sovietica                                                    | 45"30       |
| 800 metri (dettagli) | Hans-Peter Ferner Germania Ovest                                                   | 1'46"33     | Sebastian Coe Gran Bretagna                                             | 1'46"68     | Jorma Härkönen Finlandia                                                          | 1'46"90     |
| 1500 metri (dettagli) | Steve Cram Gran Bretagna                                                           | 3'36"49     | Nikolaj Kirov Unione Sovietica                                          | 3'36"99     | José Manuel Abascal Spagna                                                        | 3'37"04     |
| 5000 metri (dettagli) | Thomas Wessinghage Germania Ovest                                                  | 13'28"90    | Werner Schildhauer Germania Est                                         | 13'30"03    | David Moorcroft Gran Bretagna                                                     | 13'30"42    |
| 10000 metri (dettagli) | Alberto Cova Italia                                                                | 27'41"03    | Werner Schildhauer Germania Est                                         | 27'41"21    | Martti Vainio Finlandia                                                           | 27'42"51    |
| Corse a ostacoli |                                                                                    |             |                                                                         |             |                                                                                   |             |
| 110 metri ostacoli (dettagli) | Thomas Munkelt Germania Est                                                        | 13"41       | Andrey Prokofyev Unione Sovietica                                       | 13"46       | Arto Bryggare Finlandia                                                           | 13"60       |
| 400 metri ostacoli (dettagli) | Harald Schmid Germania Ovest                                                       | 47"48       | Aleksandr Yatsevich Unione Sovietica                                    | 48"60       | Uwe Ackermann Germania Est                                                        | 48"64       |
| 3000 metri siepi (dettagli) | Patriz Ilg Germania Ovest                                                          | 8'18"52     | Bogusław Mamiński Polonia                                               | 8'19"22     | Domingo Ramón Spagna                                                              | 8'20"48     |
| Prove su strada |                                                                                    |             |                                                                         |             |                                                                                   |             |
| Maratona (dettagli) | Gerard Nijboer Paesi Bassi                                                         | 2h15'16"    | Armand Parmentier Belgio                                                | 2h15'51"    | Karel Lismont Belgio                                                              | 2h16'04"    |
| Marcia 20 km (dettagli) | José Marín Spagna                                                                  | 1h23'43"    | Jozef Pribilinec Cecoslovacchia                                         | 1h25'55"    | Pavol Blažek Cecoslovacchia                                                       | 1h26'13"    |
| Marcia 50 km (dettagli) | Reima Salonen Finlandia                                                            | 3h55'29"    | José Marín Spagna                                                       | 3h59'18"    | Bo Gustafsson Svezia                                                              | 4h01'21"    |
| Salti |                                                                                    |             |                                                                         |             |                                                                                   |             |
| Salto in alto (dettagli) | Dietmar Mögenburg Germania Ovest                                                   | 2,30 m      | Janusz Trzepizur Polonia                                                | 2,27 m      | Gerd Nagel Germania Ovest                                                         | 2,24 m      |
| Salto con l'asta (dettagli) | Aleksandr Krupskiy Unione Sovietica                                                | 5,60 m      | Vladimir Polyakov Unione Sovietica                                      | 5,60 m      | Atanas Tarev Bulgaria                                                             | 5,60 m      |
| Salto in lungo (dettagli) | Lutz Dombrowski Germania Est                                                       | 8,41 m      | Antonio Corgos Spagna                                                   | 8,19 m      | Jan Leitner Cecoslovacchia                                                        | 8,08 m      |
| Salto triplo (dettagli) | Keith Connor Gran Bretagna                                                         | 17,29 m     | Vasiliy Grishchenkov Unione Sovietica                                   | 17,15 m     | Béla Bakosi Ungheria                                                              | 17,04 m     |
| Lanci |                                                                                    |             |                                                                         |             |                                                                                   |             |
| Getto del peso (dettagli) | Udo Beyer Germania Est                                                             | 21,50 m     | Jānis Bojārs Unione Sovietica                                           | 20,81 m     | Remigius Machura Cecoslovacchia                                                   | 20,59 m     |
| Lancio del disco (dettagli) | Imrich Bugár Cecoslovacchia                                                        | 66,64 m     | Ihor Duhinec Unione Sovietica                                           | 65,60 m     | Wolfgang Warnemünde Germania Est                                                  | 64,20 m     |
| Lancio del giavellotto (dettagli) | Uwe Hohn Germania Est                                                              | 91,34 m     | Heino Puuste Unione Sovietica                                           | 89,56 m     | Detlef Michel Germania Est                                                        | 89,32 m     |
| Lancio del martello (dettagli) | Jurij Sjedych Unione Sovietica                                                     | 81,66 m     | Igor Nikulin Unione Sovietica                                           | 79,44 m     | Sergey Litvinov Unione Sovietica                                                  | 78,66 m     |
| Prove multiple |                                                                                    |             |                                                                         |             |                                                                                   |             |
| Decathlon (dettagli) | Daley Thompson Gran Bretagna                                                       | 8.743 p.    | Jürgen Hingsen Germania Ovest                                           | 8.517 p.    | Siegfried Stark Germania Est                                                      | 8.433 p.    |
| Staffette |                                                                                    |             |                                                                         |             |                                                                                   |             |
| 4×100 metri (dettagli) | Unione Sovietica Sergej Sokolov Aleksandr Aksinin Andrei Prokofyev Nikolay Sidorov | 38"60       | Germania Est Detlef Kübeck Olaf Prenzler Thomas Munkelt Frank Emmelmann | 38"71       | Germania Ovest Christian Zirkelbach Christian Haas Peter Klein Erwin Skamrahl     | 38"71       |
| 4×400 metri (dettagli) | Germania Ovest Erwin Skamrahl Harald Schmid Thomas Giessing Hartmut Weber          | 3'00"51     | Gran Bretagna David Jenkins Gary Cook Todd Bennett Phil Brown           | 3'00"68     | Unione Sovietica Aleksandr Troschilo Pavel Roshchin Pavel Konovalov Viktor Markin | 3'00"80     |
| record mondiale; record mondiale stagionale; record europeo; record europeo stagionale; record dei campionati; record nazionale; record personale; record personale stagionale. |                                                                                    |             |                                                                         |             |                                                                                   |             |

### Donne
| Specialità | Oro                                                                  | Prestazione | Argento                                                                                | Prestazione | Bronzo                                                                          | Prestazione |
| Corse piane |                                                                      |             |                                                                                        |             |                                                                                 |             |
| 100 metri (dettagli) | Marlies Göhr Germania Est                                            | 11"01       | Bärbel Wockel Germania Est                                                             | 11"20       | Rose-Aimée Bacoul Francia                                                       | 11"29       |
| 200 metri (dettagli) | Bärbel Wockel Germania Est                                           | 22"04       | Kathy Smallwood Gran Bretagna                                                          | 22"13       | Sabine Rieger Germania Est                                                      | 22"51       |
| 400 metri (dettagli) | Marita Koch Germania Est                                             | 48"16       | Jarmila Kratochvílová Cecoslovacchia                                                   | 48"85       | Taťána Kocembová Cecoslovacchia                                                 | 50"55       |
| 800 metri (dettagli) | Olga Mineyeva Unione Sovietica                                       | 1'55"41     | Lyudmila Veselkova Unione Sovietica                                                    | 1'55"96     | Margrit Klinger Germania Ovest                                                  | 1'57"22     |
| 1500 metri (dettagli) | Olga Dvirna Unione Sovietica                                         | 3'57"80     | Zamira Zaytseva Unione Sovietica                                                       | 3'58"82     | Gabriella Dorio Italia                                                          | 3'59"02     |
| 3000 metri (dettagli) | Svetlana Ulmasova Unione Sovietica                                   | 8'30"28     | Maricica Puică Romania                                                                 | 8'33"33     | Yelena Sipatova Unione Sovietica                                                | 8'34"06     |
| Corse a ostacoli |                                                                      |             |                                                                                        |             |                                                                                 |             |
| 100 metri ostacoli (dettagli) | Lucyna Kalek Polonia                                                 | 12"45       | Jordanka Donkova Bulgaria                                                              | 12"54       | Kerstin Knabe Germania Est                                                      | 12"54       |
| 400 metri ostacoli (dettagli) | Ann-Louise Skoglund Svezia                                           | 54"58       | Petra Pfaff Germania Est                                                               | 54"89       | Chantal Réga Francia                                                            | 54"93       |
| Prove su strada |                                                                      |             |                                                                                        |             |                                                                                 |             |
| Maratona (dettagli) | Rosa Mota Portogallo                                                 | 2h36'04"    | Laura Fogli Italia                                                                     | 2h36'29"    | Ingrid Kristiansen Norvegia                                                     | 2h36'39"    |
| Salti |                                                                      |             |                                                                                        |             |                                                                                 |             |
| Salto in alto (dettagli) | Ulrike Meyfarth Germania Ovest                                       | 2,02 m      | Tamara Bykova Unione Sovietica                                                         | 1,97 m      | Sara Simeoni Italia                                                             | 1,97 m      |
| Salto in lungo (dettagli) | Vali Ionescu Romania                                                 | 6,79 m      | Anișoara Cușmir-Stanciu Romania                                                        | 6,73 m      | Yelena Ivanova Unione Sovietica                                                 | 6,73 m      |
| Lanci |                                                                      |             |                                                                                        |             |                                                                                 |             |
| Getto del peso (dettagli) | Ilona Slupianek Germania Est                                         | 21,59 m     | Helena Fibingerová Cecoslovacchia                                                      | 20,94 m     | Nunu Abashidze Unione Sovietica                                                 | 20,82 m     |
| Lancio del disco (dettagli) | Cvetanka Hristova Bulgaria                                           | 68,34 m     | Maria Vergova-Petkova Bulgaria                                                         | 67,94 m     | Galina Savinkova Unione Sovietica                                               | 67,82 m     |
| Lancio del giavellotto (dettagli) | Anna Verouli Grecia                                                  | 70,02 m     | Antje Kempe Germania Est                                                               | 67,94 m     | Sofia Sakorafa Grecia                                                           | 67,04 m     |
| Prove multiple |                                                                      |             |                                                                                        |             |                                                                                 |             |
| Eptathlon (dettagli) | Ramona Neubert Germania Est                                          | 6.622 p.    | Sabine Möbius Germania Est                                                             | 6.594 p.    | Sabine Everts Germania Ovest                                                    | 6.418 p.    |
| Staffette |                                                                      |             |                                                                                        |             |                                                                                 |             |
| 4×100 metri (dettagli) | Germania Est Gesine Walther Bärbel Wockel Sabine Rieger Marlies Göhr | 42"19       | Gran Bretagna Wendy Hoyte Kathy Smallwood Beverley Goddard Shirley Thomas              | 42"66       | Francia Laurence Bily Marie-Christine Cazier Rose-Aimée Bacoul Liliane Gaschet  | 42"69       |
| 4×400 metri (dettagli) | Germania Est Kirsten Siemon Sabine Busch Dagmar Neubauer Marita Koch | 3'19"05     | Cecoslovacchia Věra Tylová Milena Matejkovičová Taťána Kocembová Jarmila Kratochvílová | 3'22"17     | Unione Sovietica Yelena Korban Irina Olkhovnikova Olga Mineyeva Irina Baskakova | 3'22"79     |
| record mondiale; record mondiale stagionale; record europeo; record europeo stagionale; record dei campionati; record nazionale; record personale; record personale stagionale. |                                                                      |             |                                                                                        |             |                                                                                 |             |

## Medagliere
Legenda
     Paese ospitante
| Posizione | Paese            | Oro | Argento | Bronzo | Totale |
| --------- | ---------------- | --- | ------- | ------ | ------ |
| 1         | Germania Est     | 13  | 8       | 7      | 28     |
| 2         | Germania Ovest   | 8   | 1       | 4      | 13     |
| 3         | Unione Sovietica | 6   | 12      | 8      | 26     |
| 4         | Gran Bretagna    | 3   | 5       | 1      | 9      |
| 5         | Cecoslovacchia   | 1   | 4       | 4      | 9      |
| 6         | Italia           | 1   | 2       | 2      | 5      |
| 6         | Spagna           | 1   | 2       | 2      | 5      |
| 8         | Bulgaria         | 1   | 2       | 1      | 4      |
| 8         | Polonia          | 1   | 2       | 1      | 4      |
| 10        | Romania          | 1   | 2       | 0      | 3      |
| 11        | Finlandia        | 1   | 0       | 3      | 4      |
| 12        | Grecia           | 1   | 0       | 1      | 2      |
| 12        | Svezia           | 1   | 0       | 1      | 2      |
| 14        | Paesi Bassi      | 1   | 0       | 0      | 1      |
| 14        | Portogallo       | 1   | 0       | 0      | 1      |
| 16        | Belgio           | 0   | 1       | 1      | 2      |
| 17        | Francia          | 0   | 0       | 3      | 3      |
| 18        | Norvegia         | 0   | 0       | 1      | 1      |
| 18        | Ungheria         | 0   | 0       | 1      | 1      |
| Totale    | Totale           | 41  | 41      | 41     | 123    |